# Zach Blair
Zach Blair (ur. 26 grudnia 1974 w Sherman w stanie Teksas) – amerykański muzyk, gitarzysta prowadzący oraz wokalista wspomagający w zespole grającym hardcorowego melodyjnego punka Rise Against. Pochodzi z hrabstwa Sherman położonego w Teksasie.
Przed dojściem do Rise Against w 2007 roku, Blair był członkiem grupy wykonującej hardkorowego punk rocka Only Crime wraz ze swoim bratem, Donim Blairem, który obecnie gra w Toadies. Następnie bracia znaleźli swoje miejsce w zespole Hagfish i Armstrong. Był również drugim gitarzystą grającym podczas tras koncertowych w zespole The Loved Ones oraz był drugim gitarzystą w zespole instrumentalnym The Mag Seven’s w albumie nazwanym The Future Is Ours, If You Can Count.
Piąty album Rise Against, zatytułowany Appeal to Reason, został wydany 7 października 2008 r. Był to pierwszy album Rise Against, w którym zagrał Blair. Wraz z grupą wydał również szósty album, zatytułowany Endgame, który został wydany 15 marca 2011 r.
Wyznaje sposób życia nazwany jako straight edge wraz z Tim McIlrath’em i Joe Principe. Blair jest wegetarianinem, popiera prawa zwierząt oraz czynnie promuje organizację PETA z resztą członków Rise Against.